# Svetovno prvenstvo v biatlonu 1962
Svetovno prvenstvo v biatlonu 1962 je četrto svetovno prvenstvo v biatlonu, ki je potekalo 4. marca 1962 v Hämeenlinnaju, Finska, v eni disciplini za moške ter neuradni ekipni tekmi.

## Dobitniki medalj

### Moški
| Disciplina        | Zlato                                                                    | Zlato   | Srebro                                                    | Srebro  | Bron                                                 | Bron    |
| 20 km             | Vladimir Melanin                                                         | 1:23:30 | Antti Tyrväinen                                           | 1:24:08 | Valentin Pšenicin                                    | 1:24:17 |
| ekipno (neuradno) | Sovjetska zveza · Vladimir Melanin · Valentin Pšenicin · Nikolaj Puzanov | 4:12:38 | Finska · Antti Tyrväinen · Hannu Posti · Kalevi Huuskonen | 4:20:45 | Norveška · Jon Istad · Olav Jordet · Henry Hermansen | 4:36:55 |

## Medalje po državah
| Poz | Država          | Zlato | Srebro | Bron | Skupaj |
| 1   | Sovjetska zveza | 1     | 0      | 1    | 2      |
| 2   | Finska          | 0     | 1      | 0    | 1      |